# Белобров, Юрий Николаевич
Юрий Николаевич Белобров (род. 1943) — главный конструктор акционерного общества «Новокраматорский машиностроительный завод», Донецкая область, Герой Украины (2004).

## Биография
Родился 23 марта 1943 года в Новосибирске. Окончил Донецкий Национальный Технический Университет.
Кандидат технических наук (2001), кандидатская диссертация «Управление геометрическими размерами полосы на прокатных станах».

## Награды и звания
- Герой Украины (с вручением ордена Державы, 27 сентября 2004 — за выдающиеся личные заслуги перед Украинским государством в развитии отечественного машиностроения, самоотверженный труд, высокий профессионализм).
- Лауреат Государственной премии Украины в области науки и техники (2002 — за разработку и реализацию энерго- и ресурсосберегающих технологических циклов производства конкурентоспособных металлоизделий на основе комплекса печей-ковшов и машин беспрерывного литья заготовок).
- Награждён орденом «За заслуги» III степени (1999).
- Знак отличия Президента Украины — юбилейная медаль «20 лет независимости Украины» (19 августа 2011 года)[3]
- Заслуженный изобретатель Украины (1994).